# Сёрфэс, Кэрол
Кэрол Сёрфэс (англ. Carol Surface;) — американский топ-менеджер и бизнес-леди. Главный директор по работе с персоналом (CPO), подчиняющийся гендиректору Тиму Куку корпорации Apple Inc (с февраля 2023 по октябрь 2024).

## Биография

### Образование
Кэрол получила степень бакалавра психологии в Каслтонском университете (Каслтон, штат Вермонт) и докторскую степень в области промышленной и организационной психологии Центрального Мичиганского университета (Маунт-Плезант, штат Мичиган).

### Карьера
Кэрол начала свою карьеру в компании PepsiCo, занимая ряд руководящих должностей в сфере международных кадров, работая в подразделениях компании в Дубае, в Гонконге, и затем в Нью-Йорке.
Затем она занимала должность исполнительного вице-президента и директора по персоналу (CPO) в крупнейшем американском сетевом ретейлере Best Buy.
После она почти 10 лет проработала в одном из крупнейших производителей медицинского оборудования Medtronic в качестве исполнительного вице-президента и директора по персоналу.
В Apple Inc. она пришла в феврале 2023 года, заняв должность главного директора по работе с персоналом (CPO) и подчиняясь напрямую гендиректору Тиму Куку, на этом посту взяв на себя часть обязанностей ранее исполнявшихся Дейдрой О’Брайен.
И как руководитель команды по работе с персоналом, Кэрол поддерживает связи, развитие и заботу о сотрудниках Apple по всему миру. Её команда курирует такие функции, как развитие талантов, управление Университетом Apple, подбор нового персонала, взаимоотношения и перенимание опыта между сотрудниками, льготы, компенсации, а также инклюзивность и многообразие.
В середине октября 2024 года агентство Bloomberg сообщило, что HR-директор Кэрол Сёрфэс покидает компанию Apple, и её обязанности вновь вернутся к Дейдре О’Брайен.